# Dee Bost
Demarquis "Dee" Bost (Charlotte, Carolina del Norte, 12 de septiembre de 1989) es un jugador de baloncesto estadounidense, nacionalizado búlgaro, que pertenece a la plantilla del Tabiat de la BCL Asia. Con 1,88 metros estatura, juega en la posición de base.

## Trayectoria deportiva
Bost ha jugado en el Buducnost Voli Podgorica, donde consiguió el título de Liga en Montenegro. 
El jugador milita en la temporada 2014-15 en la liga turca con el Trabzonspor, donde promedia 7.5 puntos y 2.9 asistencias por partido.
El Stelmet Zielona Gora ha anunciado el fichaje del base Dee Bost. Bost hará su debut en la Euroliga la próxima temporada.
En julio de 2018 se oficializa su fichaje por el Khimki ruso por una temporada.
El 10 de agosto de 2021, firma como jugador del Galatasaray Doğa Sigorta de la Türkiye Basketbol 1. Ligi.
El 16 de enero de 2023, firma por el ASVEL Basket de la LNB Pro A.
El 26 de septiembre de 2023 firmó un contrato de dos meses con Metropolitans 92 de la LNB Pro A para reemplazar al lesionado Jordan Theodore.
El 18 de agosto de 2024, firma por el Hiopos Lleida de la Liga Endesa.

### Selección nacional
Disputó con Bulgaria la clasificación para el EuroBasket 2017.
Luego participó en las eliminatorias previas a los Mundiales de 2019 y 2023, sin llegar a clasificarse para la fase final.
En septiembre de 2022 disputó con el combinado absoluto búlgaro el EuroBasket 2022, finalizando en vigésima posición. Promedió en el torneo 14 puntos, 8,4 asistencias y 4 rebotes por encuentro, y al término del mismo declaró su intención de dejar la selección.